# De Hoop (Vorden)
De molen De Hoop is een in 1850 gebouwde korenmolen die staat aan de Zutphenseweg in het Nederlandse dorp Vorden (gemeente Bronckhorst). Na langdurige stilstand is de molen in 2005 van een bouwval naar een maalvaardige molen gerestaureerd. De Hoop heeft 1 koppel maalstenen, waarmee op vrijwillige basis graan wordt gemalen. Het wiekenkruis heeft op de binnenroede het Systeem van Bussel met Ten Haveklep; de buitenroede is half-Verdekkerd. De Hoop is eigendom van de familie van Ark.